# Рудня (Велижский район)
Ру́дня — деревня в Смоленской области России, в Велижском районе. Население — 27 жителей (2007).
Расположена в северо-западной части области в 20 км к востоку от Велижа, на берегу реки Сертейка в 8 км к югу от границы с Псковской областью.
Входит в состав Селезнёвского сельского поселения.

## История
В прошлом небольшие железнорудные предприятия назывались Руднями. По всей видимости, здесь выплавлялось железо из добываемой болотной руды, откуда и пошло название деревни.

## Достопримечательности
Памятник археологии: 2 кургана на территории деревни Рудня на правом берегу реки Сертея.

## Карты
- Топографическая карта N-36-02.